# Chilipeppar

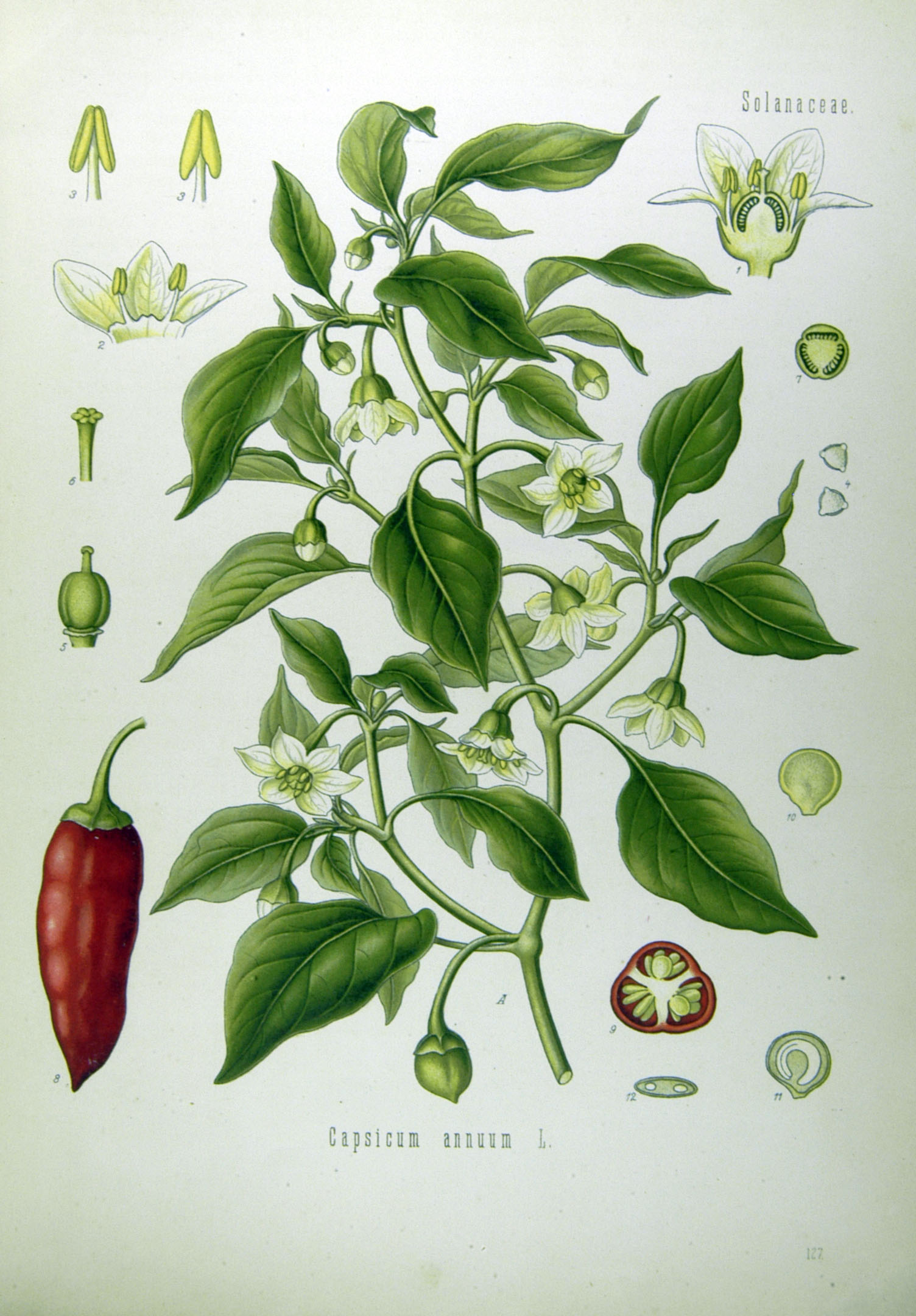
Spansk peppar

Chilipeppar, chilepeppar eller endast chili är dels en sortgrupp inom arten spanskpeppar (Capsicum annuum), dels ett generellt samlingsnamn på arter och sorter inom släktet spanskpeppar (Capsicum) och då i synnerhet dess frukter. Från arterna i detta släkte kommer många starksmakande kryddor som till exempel paprika, habanero och tabasco. Frukterna används i matlagning hela eller i delar, färska, torkade eller rökta (chipotle), till exempel i chili con carne.
Chilifrukten innehåller capsaicin som gör att den smakar starkt. Hettan mäts i enheten scovillegrader. Paprika ligger på mellan noll och 100 scovillegrader, jalapeño på 2 500–5 000 och rent capsaicin på 16 miljoner. Sedan 2023 rankas enligt Guinness World Records Pepper X som världens hetaste peppar före den tidigare rekordhållaren Carolina Reaper. De största mängderna capsaicin återfinns framförallt i fruktens fröfäste och mellanväggarna. Det går ofta enkelt att minska styrkan genom att skära bort dessa delar av frukten. Äter man regelbundet chilipeppar ökas successivt toleransnivån för dess styrka. 
De största producentländerna är (2005) USA och Chile.
Capsicum används även i liniment som djävulsbalsam och capsika-gel.

## De vanligaste chiliarterna
- Spanskpeppar C. annuum, hit hör bland annat jalapeño och vanlig paprika.
- Bärpeppar C. baccatum, samlingsnamnet för flera av artens sorter är Aji. De är vanligast förekommande i Peru.
- Havannapeppar C. chinense, hit hör bland annat habanero vilket är en mycket stark chili. C. chinense är vanliga i Västindien och Mexiko
- Flerårig spanskpeppar Capsicum frutescens, hit hör bland annat tabasco och den brasilianska malagueta.
- Rokotopeppar Capsicum pubescens, hit hör manzano och canario.

## Historia
Chili har ätits av människan i Amerika sen 7500 f.Kr. Det finns arkeologiska fynd i sydvästra Ecuador som visar att chili odlades för mer än 6000 år sedan. Den är en av de första grödor som odlades i Central- och Sydamerika med självpollinering.
Christopher Columbus var en av de första européer som upptäckte chilin i Västindien. Han kallade dem för "peppar" eftersom de precis som vanlig peppar hade en kryddig, varm och stark smak. När chilipepparn infördes i Europa odlades den som botaniska kuriositet i spanska trädgårdar och portugisiska kloster. Munkarna experimenterade med chilins kulinariska potential och upptäckte att den kunde bli en ersättning för svartpepparn. Peppar var på den tiden så dyrt att det användes som lagligt betalningsmedel i vissa länder.
En läkare vid namn Diego Álavrez Chanca följde med Columbus på en andra resa till Västindien 1493. Det var då chilipepparn medfördes för första gången till Spanien. Diego Álavrez Chanca skrev om de medicinska effekterna 1494. Efter det började chili att odlas runt om i världen. 
Spridningen av chilin till Asien var en naturlig följd av att Lissabon var en vanlig anhalt för spanska fartyg som seglade till och från Amerika. Kryddans handelsvägar i Asien dominerades av portugisiska och arabiska handelsmän. Spanjorerna kände till chilins handelsvärde och förstod att det skulle främja landets handel i Asien.
Det finns ett samband mellan chilins geografiska spridning, konsumtionen i Asien och närvaron av portugisiska handelsmän. Indien och Sydostasien är uppenbara exempel.

## Användning
En hel chili (skida) används ofta färsk eller torkad. Torkad chili har längre hållbarhet och mals ofta till pulver. I många mexikanska rätter använder man dock hela torkade chilifrukter. Många färska chili som poblano har ett hårdare skal som inte kokar sönder vid tillagningen. Chili används ibland hela eller i stora rostade skivor.
Bladen från en chiliväxt är milt bittra och inte alls lika starka som frukten. De används i det filippinska köket där man ofta kokar dem. Det kallas dahon ng sili som betyder chiliblad. De används i t.ex. kycklingsoppan tinola. Chiliblad används även i japanska och koreanska köket, t.ex. i tsukudani och kimchi.
Chili är en stapelvara i Bhutan. Man kan alltid hitta chili på den lokala marknaden, där den förekommer i många olika färger och storlekar, och i färsk eller torkad form. I Bhutan kallar man denna gröda för "ema" på dzongkha eller "solo" på sharchop. Maträtten ema datshi är helt gjord av chili med ost. Chili är en väldigt viktigt ingrediens i nästan alla curryrätter och recept från Bhutan.
De flesta hushåll i Indien har alltid färska gröna chilifrukter till hands. De används för att smaksätta curryrätter och andra torra rätter. De stekts ofta lätt med olja i början av en matlagning. I en del indiska stater som Rajastan finns rätter som endast består av kryddor och chili.

### Psykologi
Psykologen Paul Rozin påstår att det innebär en begränsad risk att äta chili: att det är som att åka berg- och dalbana, där man kan uppleva extrema känslor som smärta och rädsla riskfritt, eftersom man vet att man inte löper någon risk för kroppsskada.

### Läkemedel
Capsaicin är ett säkert och effektivt smärtstillande medel mot bland annat artrit, bältros, diabetisk neuropati, mastektomi och huvudvärk.

### Vapen
Capsaicin från chilin används i pepparsprej som ett icke-dödande vapen.

### Bekämpningsmedel
Jordbrukare i Afrika och i södra Asien har funnit att chili är effektivt mot elefanter. Chilin sätts på staket och andra konstruktioner för att hålla elefanter borta. Elefanter har ett känsligt luktsinne, och chilin upplevs som så obehaglig för dem att de inte går in på odlingarna. Tack vare det minskar konfrontationerna mellan människor och elefanter.

### Matskydd
Fåglar är inte så känsliga för chili. Det kan därför användas i fågelfrö för att hålla däggdjur borta.

## Näringsvärde
Röd chili innehåller höga halter av vitamin C och karoten (provitamin A). Gul och framförallt grön chili (som egentligen är omogen frukt) innehåller mindre mängd av dessa ämnen. Dessutom är chili en bra källa för de flesta B-vitaminer och vitamin B6 i synnerhet. De innehåller också mycket kalium, magnesium och järn. Deras höga halt av C-vitamin kan också öka upptaget av icke hem-järn från andra livsmedel.

### Evolutionära fördelar
Fåglar har inte samma känslighet för capsaicin, eftersom det huvudsakligen verkar på en viss smärtreceptor hos däggdjur. Chilipeppar äts av fåglar som lever i chilins naturliga utbredningsområde. Fröna från chilin sprids ut av de fåglar som äter kapslarna. En del frön följer också med osmälta genom mag-tarmkanalen. Detta förhållande kan ha främjat spridningen av det skyddande capsaicinet. Fågelmat på fågelbord kan skyddas med capsaicinprodukter: de håller borta ekorrar och andra däggdjur men avskräcker inte fåglarna. Capsaicin är också en försvarsmekanism mot mikrobiella svampar som invaderar via sår och stick från olika insekter.

## Stavning och användning av ordet
På svenska kan man säga både chilepeppar, chilipeppar och chili.  Chili är det ord som används mest.
Chile är ett land i Sydamerika och har inget samband med chili. Men chili på spanska är chile. Landet Chile har fått sitt namn från quechua "chin" (kallt), tchili (snö) eller chilli (där landet slutar). I Chile, Ecuador, Panama, Peru, Puerto Rico och en del andra spansktalande länder är chilin känt under namnet ají, ett ord av Taínoursprung. Namnet spanskpeppar kommer av att det var spanjorerna som styrde över de områden i Amerika där chilin kommer ifrån. Chilipeppar är inte släkt med vanlig peppar (Piper nigrum).